# Эквадорская тройнозубая акула
Эквадорская тройнозубая акула (Triakis acutipinna) — очень редкий вид хрящевых рыб рода тройнозубых акул семейства куньих акул отряда кархаринообразных. Эндемик юго-восточной части Тихого океана. Размножается бесплацентарным живорождением. Максимальная зафиксированная длина 102 см (самка). Опасности для человека не представляет. Коммерческого значения не имеет. Известно всего два экземпляра этого вида.

## Таксономия
Впервые вид научно описан в 1968 году. Голотип представляет собой самку длиной 101,8 см, пойманную рыбаком у Исла де ла Плата (Эквадор) в 1961 году.

## Ареал
Эквадорские тройнозубые акулы обитают в юго-восточной части Тихого океана у берегов Эквадора. Площадь их ареала скорее всего не превышает 5000 км².

## Описание
У эквадорских тройнозубых акул широкая и закруглённая морда, довольно плотное тело. Овальные глаза вытянуты по горизонтали. Под глазами есть выступы. Дольчатые внешние лоскуты, обрамляющие ноздри, не доходят до рта и разделены между собой. По углам рта расположены длинные губные борозды. Зубы плоские с тупым остриём, латеральные зазубрины отсутствуют.  Первый спинной плавник довольно крупный, его основание лежит между основаниями грудных и брюшных плавников. Второй спинной плавник по величине немного уступает первому. Вторая половина его основания расположена над основанием анального плавника. Анальный плавник существенно меньше обоих спинных плавников. У верхнего кончика хвостового плавника имеется вентральная выемка. Грудные плавники имеют серповидную форму. Количество позвонков колеблется от 175 до 176. Окрас без отметин.

## Биология
Эквадорские тройнозубые акулы размножаются бесплацентарным живорождением. Длина взрослых самцов и самок составляет не менее 90 и 102 см.

## Взаимодействие с человеком
Вид не представляет опасности для человека. В качестве прилова попадает в коммерческие и кустарные рыболовные сети. Международный союз охраны природы присвоил этому виду статус «Уязвимый»..